# Patrick Battiston
Patrick Battiston (Amnéville, Francia, 12 de marzo de 1957) es un exfutbolista francés.

## Selección nacional
Battiston fue internacional con la Selección de Francia en 56 partidos, marcando tres goles en total.
Durante el Mundial de España 1982, Battiston fue víctima de una severísima infracción por parte del portero de Alemania Federal, Harald Schumacher en un uno contra uno en el área germana que lo dejó inconsciente, con severo daño en varias vértebras de su columna, y con pérdida de tres de sus piezas dentarias. El árbitro neerlandés Charles Corver no sancionó la falta y el portero alemán fue fundamental en la victoria de su equipo en los penaltis de aquella semifinal. La infracción tornó en emblemática de aquellas faltas graves no sancionadas en el marco de los campeonatos mundiales, y se la recordaría en ocasión de infracciones desconsideradas por los árbitros en tales eventos.

### Participaciones en Copas del Mundo
| Mundial              | Sede      | Resultado    |
| -------------------- | --------- | ------------ |
| Copa Mundial de 1978 | Argentina | Primera fase |
| Copa Mundial de 1982 | España    | 4o lugar     |
| Copa Mundial de 1986 | México    | 3er lugar    |

### Participaciones en Eurocopas
| Eurocopa      | Sede    | Resultado |
| ------------- | ------- | --------- |
| Eurocopa 1984 | Francia | Campeón   |

## Clubes
| Club                  | País    | Año       |
| --------------------- | ------- | --------- |
| FC Metz               | Francia | 1973-1980 |
| AS Saint-Étienne      | Francia | 1980-1983 |
| Girondins de Bordeaux | Francia | 1983-1987 |
| AS Monaco             | Francia | 1987-1989 |
| Girondins de Bordeaux | Francia | 1989-1991 |

## Palmarés

### Campeonatos nacionales
| Título               | Club                  | País    | Año  |
| -------------------- | --------------------- | ------- | ---- |
| Ligue 1              | AS Saint-Étienne      | Francia | 1981 |
| Ligue 1              | Girondins de Bordeaux | Francia | 1984 |
| Ligue 1              | Girondins de Bordeaux | Francia | 1985 |
| Copa de Francia      | Girondins de Bordeaux | Francia | 1986 |
| Supercopa de Francia | Girondins de Bordeaux | Francia | 1986 |
| Ligue 1              | Girondins de Bordeaux | Francia | 1987 |
| Copa de Francia      | Girondins de Bordeaux | Francia | 1987 |
| Ligue 1              | AS Monaco             | Francia | 1988 |

### Copas internacionales
| Título   | Club (*)           | País    | Año  |
| -------- | ------------------ | ------- | ---- |
| Eurocopa | Selección francesa | Francia | 1984 |

(*) Incluyendo la selección